# 淡路交通鉄道線
鉄道線（てつどうせん）は、かつて兵庫県洲本市の洲本駅から兵庫県三原郡南淡町（現・南あわじ市）の福良駅までを結んでいた、淡路交通の鉄道路線である。
大正期に淡路鉄道（あわじてつどう）として順次開業した淡路島南部を東西に横断する路線で、島内の旅客輸送のほか、起終点付近の港を介した島外への貨物輸送を担っていた。1943年（昭和18年）に全淡自動車との合併で淡路交通の路線となり、第二次世界大戦後は電化や閉塞装置の自動化などが行われたがモータリゼーションの到来により業績が落ち込み、1966年（昭和41年）をもって全線が廃止された。
日本の離島（北海道・本州・四国・九州・沖縄本島以外の島）で運行されていた普通鉄道（粘着式鉄道）で戦後も存続したものは、この淡路島の鉄道線のみであった。
なお、当路線は改正鉄道敷設法の別表第87号「淡路國岩屋ヨリ洲本ヲ經テ福良ニ至ル鐡道」の一部をなしていた。1953年（昭和28年）には別表に須磨付近 - 岩屋付近と福良 - 鳴門付近の区間（いずれも「八六ノ二」）が追加され、本四ルートの一つ「本四淡路線」の一部となったが、具体化する前に当路線は廃止となった。本四淡路線はその後1973年（昭和48年）の本州四国連絡橋の基本計画で新幹線規格のみでの建設とされ、事実上四国新幹線に計画が吸収されている。新幹線の場合は性質上駅間距離が長いために淡路島内に駅が設置されないか、もしくは淡路島内に駅が設置される場合でも駅は島内に数駅程度となる。
廃線跡は1980年代前半まで線路と橋脚が撤去された程度であったが、現在は大部分が道路となって整備されている。現在の淡路交通洲本営業所は当時は車両基地の宇山車庫で、淡路交通の本社所在地だった旧洲本バスターミナルは当時の洲本駅であった。

## 路線データ
1966年9月30日時点のもの。
- 路線距離：洲本 - 福良間：23.4km
- 軌間：1067mm（狭軌）
- 駅数：17（起終点駅含む）
- 複線区間：なし（全線単線）
- 電化区間：全線電化（直流600V）
- 閉塞方式：単線自動閉塞（当初はタブレット閉塞）

## 歴史

### 淡路鉄道設立・開業
淡路島に鉄道を敷設しようという計画は明治時代から存在し、1911年（明治44年）には賀集新九郎ら地元の資産家ら25名によって洲本 - 福良間の敷設免許が国に申請された。翌年に認可され、1914年（大正3年）に淡路鉄道として資本金45万円で設立された。
しかし、旱魃などによる資金難や第一次世界大戦時の物価上昇などで工事は遅れ、4度にわたり工事期限を延長するに至った。政府の補助金などの援助もあって1922年（大正11年）にようやく当初予定の区間（洲本口駅 - 市村駅16km）を開業、乗客と貨物を扱う淡路島初の蒸気機関車による鉄道運行を開始した。
その後順次延伸を重ね、洲本駅から福良駅まで全通したのは1925年（大正14年）であった。1924年当時の運行状況は洲本口始発午前6時、最終便午後11時6分1日10便、洲本口 - 賀集間を1時間5分で結んでいた。

### 全通後から淡路交通時代
1925年5月1日の洲本口駅 - 洲本駅間延伸により起点が洲本港付近となったことを皮切りとして、貨物輸送量が増加する。翌1926年度には1万トン、1927年度には2万トンを超え、さらに1940年度から1944年度までの各年度で2万トン越えのピークを迎える。貨物の多くはタマネギを主とする農産物であった。これに伴い、多くの駅で貨物側線が増設されている。
旅客輸送の業績も良く、1939年度には1日キロあたりの輸送密度が1,142人となり、これは全国の非電化私鉄路線で11番目であった。
1931年（昭和6年）からはガソリンカーによる運行に代わった。しかし1937年（昭和12年）に発生した日中戦争により日本が戦時統制下に置かれると、ガソリンが不足するようになり蒸気機関車が重用されることとなる。
太平洋戦争下の1940年（昭和15年）2月25日、陸運統制令が発令される。これに伴い各地で運輸事業者の統合が行われ、淡路島（兵庫県淡路ブロック）においては1942年（昭和17年）6月15日にバス事業者であった全淡自動車が淡路鉄道へ合併されることとなった。これに伴い、同年7月に社名を淡路交通へ変更する。
戦後は、1947年（昭和22年）から翌1948年（昭和23年）にかけて電化が行われ、南海電気鉄道から購入した電車の運行を開始した。1952年（昭和27年）には、前年に発生した国衙踏切での事故を受け踏切の自動化を、さらに同年には閉塞装置の自動化をそれぞれ行い、列車本数の倍増、木造車の鋼体化、ドアエンジンの採用、さらには最新の駆動装備の試験的導入などの施策がとられた。
この他、1945年（昭和20年）に宇山駅より中川原・佐野・浦各村を経由して岩屋町までの33.6kmの路線の免許申請も行われていたが、1949年（昭和24年）に取り下げている。

### 廃線へ
しかし、鉄道運営にかかる費用が増大したため、会社側はサービス改善の傍ら、鉄道部門からの希望退職者募集や、他部署への異動など幾度のリストラ策を取るが、同時に推進していたバス部門の充実を重きに置くようになると、競合する鉄道部門の累積赤字が増加するなどの悪循環となった。さらに国道28号の改修工事にあたり交差する宇山・国衙の2箇所の踏切について淡路交通は立体交差を望んだたものの、住民からは鉄道そのものの廃止を望む声が大きく、これに追い打ちをかけるように、1965年（昭和40年）9月に集中豪雨などによって一部区間が寸断されたため、その間代行バスへ移った乗客が鉄道復旧後も戻らなかった。
このため、これ以上鉄道の存続が困難と判断し、さらには将来的なモータリゼーションの到来や、当時より計画が挙がっていた明石海峡・鳴門海峡架橋後に備えバス部門に一本化して路線網の増強を行うためにも、鉄道の廃止が決定された。沿線自治体や利用者からの存続要望はあったが、労働組合との交渉も決着したため、1966年（昭和41年）9月30日限りで全廃となった。なお、廃線に先立ち1961年の時点で貨物営業を終了している。
廃線後、信号機や踏切警報機、車両部品の一部は上田丸子電鉄（現・上田交通）に売却された。

### 年表
- 1911年（明治44年）12月：地方鉄道敷設免許申請。
- 1912年（大正元年）10月25日：鉄道免許状下付（津名郡洲本町-三原郡福良町間）[16][注 5]。
- 1914年（大正3年）
  - 4月10日：淡路鉄道設立[18]。
- 9月25日：工事認可[19]。
  - 11月25日[注 6]：広田八幡神社にて起工式を行うCITEREF淡路1964。
- 1915年（大正4年）2月13日：着工[19]。
- 1917年（大正6年）9月4日：工事竣工期限延長認可（2年間）[19]。
- 1919年（大正8年）9月5日：工事竣工期限延長認可（2年間）[19]。1917年の期限延長からこの申請までに工事の進捗がほぼなかったことから実地視察がなされ、8月27日に報告書が提出されている。
- 1921年（大正10年）9月20日：工事竣工期限延長認可（1年間）[20]。
- 1922年（大正11年）
  - 9月30日：工事竣工期限延長認可（1年間）[20]。
  - 11月26日[注 7]：洲本口駅 - 市村駅間が開業[21]。停車場として洲本口駅・二本松駅・掃守駅・市村駅、停留所として先山駅・広田駅・長田駅・一本松駅が開業[22]。
- 1923年（大正12年）11月22日：市村駅 - 賀集駅間開業[23]。停車場として賀集駅、停留所として神代駅が開業[24]。
- 1924年（大正13年）5月8日：停留所として自凝島駅が開業[25]。
- 1925年（大正14年）
  - 5月1日：洲本口駅 - 洲本駅間開業[26]。停車場として洲本駅、停留所として寺町駅が開業[27]。
  - 5月：一本松駅を停車場に変更。
  - 6月1日：賀集駅 - 福良駅間が開業し[28]、全線開通。停車場として福良駅、停留所として八幡駅が開業。洲本大浜公園にて全線開通式を挙行[29]。。
  - 7月1日：洲本口駅を宇山駅へ改称[30]。
- 1926年（大正15年）10月：郵便物の輸送を開始。
- 1927年（昭和2年）
  - 3月5日：停留所として山添駅が開業[31]。
  - 4月：長田駅を停車場に変更。
- 1928年（昭和3年）9月：宇山駅に車両工場設置。
- 1930年（昭和5年）11月：先山駅を停車場に変更。
- 1931年（昭和6年）10月1日：ガソリンカーの使用開始[32]。
- 1932年（昭和7年）：洲本駅 - 宇山駅間を除く全線の軌条を60ポンドに変更。
  - 12月12日：停留所として御陵東駅が開業[33]。
- 1933年（昭和8年）
  - 2月18日：八幡駅を廃止[33]。
  - 4月9日：停留所として納駅が開業[31]。
- 1938年（昭和13年）
  - 福良の海岸埋め立てにより路線延伸、福良駅を300m移設。
  - 7月：山添駅廃止[31]。
- 1940年（昭和15年）12月：淡鉄式鉄道用瓦斯発生炉完成。
- 1943年（昭和18年）7月[注 8]：淡路鉄道が淡路交通に社名変更[34]。同社の鉄道線となる。
- 1944年（昭和19年）11月：御陵東駅を停車場に変更。
- 1945年（昭和20年）
  - 7月：福良駅一部焼失（客車2両全焼、1両半焼）。
- 12月：洲本 - 岩屋間の鉄道建設申請[35]。
- 1947年（昭和22年）1月15日：電化工事起工。
- 1948年（昭和23年）
  - 1月：南海電気鉄道より電動客車（電車）5両購入。
  - 2月11日：電車運転を開始。掃守変電所（電動発電機300kW、200kW各1台を函館市交通局〈現・函館市企業局交通部〉より譲受）を設置[36][35]。
- 1949年（昭和24年）
  - 7月9日：洲本 - 岩屋間の鉄道建設申請取り下げ[37]。
  - 11月：宇山変電所（電動発電機200kW2台）新設[35]。
- 1951年（昭和26年）
  - 8月：国衙踏切にて電車とバスの衝突事故。死者2名、重軽傷者7名。
  - 11月：掃守変電所を廃止、市村変電所（水銀整流器300kW）を新設。
- 1952年（昭和27年）
  - 6月：市村駅に発条転轍機を設置。
  - 7月：主要踏切に自動踏切警報機を設置。
- 1954年（昭和29年）
  - 5月：淡路広田駅・掃守駅・賀集駅に発条転轍機を設置。
  - 9月23日：全線で単線自動信号供用開始。
- 1957年（昭和33年）：宇山変電所に回転変流器750kW2台を新設、電動発電機を市村変電所に移設し予備とする[38]。
- 1960年（昭和35年）：塩屋筋踏切に自動踏切遮断機を新設。
- 1965年（昭和40年）
  - 9月10日：台風23号により一部区間寸断。
  - 9月16日：集中豪雨により一部区間寸断。
- 1966年（昭和41年）
  - 9月22日：廃線認可。
  - 9月30日：さよなら運転を実施。最終電車は洲本発午後3時20分、福良発午後3時23分[39]。
    - 全線を無料で開放し、蒸気機関車や電車の絵を刷り込んだ「鉄道廃線記念乗車券」5000枚を各駅に割り当て、無料配布した。

  - 10月1日：全線廃止。

## 運行状況
特記のない時代は旅客輸送のみを記す。
1924年（大正13年）7月22日改正時
運行本数：9往復
所要時間：洲本口 - 賀集間58-62分
1934年（昭和9年）11月1日改正時
運行本数：16往復（気動車・汽車混用で終日おおむね1時間間隔）
所要時間：洲本 - 福良間54-84分
1955年（昭和30年）3月21日改正時
定期普通旅客列車
運行本数：28往復。下り洲本発6時10分から21時40分まで、上り福良発5時から20時30分まで日中30分毎早朝深夜1時間毎
所要時間：洲本 - 福良間50分
編成：電動車1両、または電動車1両と制御車1両、あるいは電動車2両
不定期普通列車
設定本数：定期終列車後に2往復
不定期急行列車
設定本数：日中30分毎、下り29本、上り31本。そのうち1往復程度を鳴門の観潮客用に運転（時期によって変化する観潮に適した時間に運航される観潮船に連絡するように運転）。
所要時間：途中無停車で36分
貨物列車
設定本数：1往復（洲本発12時22分福良着13時44分、福良発15時洲本着16時18分）
編成：モニ500にワフ1両
1965年（昭和40年）11月当時
運行本数：30往復（日中30分間隔）
所要時間：洲本 - 福良間47-55分
この他に準急列車（停車駅は#駅一覧を参照）が運行されていた時期が存在する。なお、廃止直前には減便を行い日中は1時間に1本の運転だった。

## 車両
電化の際には、南海電気鉄道から木製の小型電車（モハニ1003など）を購入して投入した。その後は、気動車を改造した電車（モハニ2007など）や垂直カルダン駆動方式を採用した電車（モハ2008）など特徴的な車両も投入された。

### 蒸気機関車
開業時から電化まで使用された。
1
1920年10月ポーター製。1920年10月購入。最大寸法長さ6401×幅2127×高さ3404mm、運転整備重量13.38t、空車時9.45t、実用最高気圧11.95kg/cm、シリンダー228.6×355.6mm。煙突は煙害を考慮して高くしていた。1949年1月21日付けで廃車。神戸製鋼所に譲渡。
2
1922年3月O.Koppel製。1923年4月竣工。1928年3月7日には容量が少なく補給に時間がかかるなどの理由で水槽、石炭槽を拡大。14日にはスチームブレーキを搭載。最大寸法長さ6018×幅1970×高さ3633mm、運転整備重量13.82t、空車時10.97t、実用最高気圧12.37kg/cm、シリンダー248×400mm、1号機同様、煙突が高くされていた。1950年11月27日付けで廃車。他の機関車に比べ廃車が遅いのは、翌1950年に国鉄から電動貨車モヤ4003号がモニ500号として入線するまで、貨物を牽いていたからである。
3
2号機と同じ。
4
1914年3月ポーター製の元長州鉄道1046、1926年に鉄道省より2122円で払い下げを受ける。1927年9月30日竣工。煙突は先端が太くなるパイプ式、最大寸法長さ7210×幅2286×高さ3505mm、運転整備重量18.29t、空車時13.24t、実用最高気圧10.90kg/cm、シリンダー279×356mm、動輪径711mm。1949年1月21日廃車。
2および3は、購入が遅れて開業に間に合わず、瀬戸電気鉄道から1号機、阿波電気軌道から3号機をそれぞれ1923年（大正12年）1月まで借用していた。2 - 4は廃車後しばらく宇山構内で留置されていたが、鉄材の価格が高騰するころに解体された。

### 客車
いずれも単車で、播州鉄道からの6両は営業開始時に、揖斐川電気からの7両は路線延長時の1923年（大正12年）にそれぞれ購入している。これらの出自はロハ1・2、ハフ5を除き南海が電化時に不用になった客車を放出したものである。
ロハ1・2号
1918年5月梅鉢鉄工製。元は播州鉄道イロ6・7号。最大寸法長さ9768×幅2475×高さ3506mm。定員24人（うち特等室10人・並等14人）。自重7.01t。軸間3962mm。デッキつき（扉、鎖なし）。1926年ロ1・2号と変更。特等20人となる。1939年9月30日、ハ1・2号に再度変更。同時にロングシート化と共に扉設置、定員28人となる。1952年3月10日廃車。
ハ3・4号
1898年南海鉄道工場製。元は播州鉄道ロ3・4号。最大寸法長さ8193×幅2603×高さ3657mm。自重5.22t 定員24人（のち28人）。3号は1938年9月14日廃車。4号は1937年10月18日廃車。
ハフ5号
1902年山陽鉄道兵庫工場製。元は播州鉄道フハ73号。最大寸法長さ8193×幅2603×高さ3657mm。自重5.62t 定員29人。1949年12月10日廃車。
ハフ6号
1902年南海鉄道工場製。元は播州鉄道フハ80号。最大寸法長さ8193×幅2603×高さ3657mm。自重6.24t 定員34人。1940年ロングシート化吊革設置。定員40人の仕様となる。1949年12月31日廃車。1998年時点では自凝島駅跡近くの民家の庭に車体が置かれていた。
ハ7 - 11号
7号は1900年汽車会社製。8号は1903年日本車輌製。9号は1899年南海鉄道工場製。10号は1899年汽車会社製。11号は1900年汽車会社製。元揖斐川電気ハ29・37・38・32・33号。最大寸法長さ8193×幅2603×高さ3657mm。自重6.35t。定員50人。5ブロックごとの客室に分かれ、それぞれ両側に出入り口があった。1949年12月10日廃車。
ハフ12・13号
1899年南海鉄道工場製。元揖斐川電気フハ39・29号。最大寸法長さ8193×幅2603×高さ3657mm。自重6・71t。定員40人。5ブロックに分かれ、4ブロックが客室。1ブロックが車掌室。片側に5つの出入り口があった。うち、ハフ12号は1939年、中央部の2か所の出入り口を廃止し、ロングシート化の上、吊革を設置し、定員40名（うち座席25名）に改造。1949年12月10日廃車。

### 気動車
1931年（昭和6年）ごろから輸送力増強のためにガソリンカーが導入された。戦中は木炭で走る代燃車となり、電化後はすべて電車となった。
キハニ1・2号
1931年川崎車両製。正面は非貫通3枚窓で、運転台に日よけの庇が設けられていた。二段窓（上段固定・下段上昇可能）。福良寄りに荷物室が設置。最大寸法長さ12840×高さ3500×幅2600mm。定員80名（座席32名）、自重14t、機関はアメリカブダ社製BA5型ガソリンエンジン（6気筒）1基＝出力59.68kW(1800rpm)を搭載。1941年木炭ガス発生装置設置に伴い自重15.3t、最大長さ13260mmとなる。電化に伴い、1号は1948年、モハニ2006号、2号は1951年クハ111号に改造された。
キハニ3号
1931年日本車両製。正面非貫通2枚窓で、二段窓（上段固定・下段上昇可能）。福良寄りに荷物室が設置。屋根が深い。最大寸法長さ13120×高さ2640×幅3555mm。定員80名（座席36名）、自重15.5t、機関はウオーケッシャ6SRL型ガソリンエンジン（6気筒）1基＝出力58kW(1500rpm)搭載。1942年木炭ガス発生装置設置に伴い自重16.00t、最大長さ13520mmとなる。さらに、機関をGMF13型90kWに取り換えたことで自重が17.30tとなる。電化に伴い、1956年、モハ2009号に改造された。
キハニ4号
1933年日本車両でキハニ3号の増備車両として作られる。仕様・改造は前者と同じ。電化後は1952年にクハ112号となる。
キハニ5号
1935年日本車両製。正面の下部分がV字の形となる。正面非貫通2枚窓。二段窓（上段固定・下段上昇可能）。福良寄りに荷物室が設置。最大寸法長さ15294×高さ2720×幅3880mm・自重18t・定員100人（座席42人）の大型な車体である。機関は日本車両製NSK120型ガソリンエンジン（6気筒）＝出力90kW(1300rpm)搭載。1941年真っ先に木炭ガス発生装置設置されるが、運転台の反対側に付けられ車体長は変わらず、自重が18.9tとなる。さらに1942年、発生装置を車体外に移設し、車体長15900mm、自重19.3tとなる。電化後は1950年モハニ2008号に改造される。
キハニ6号
1937年日本車両で、キハニ5号の増備車両で車両として作られる。機関のみ日本車両製GMF13型ガソリンエンジン（6気筒）＝出力90kW(1300rpm)であったが、他は　キハニ5号と同じ。1942年木炭ガス発生装置設置、車体長15700mm、自重19.3tとなる。電化にともない、1948年モハニ2007に改造された。

### 電車
1948年（昭和23年）の電化により、南海電気鉄道の中古車を購入したのを皮切りに、気動車の改造や大手私鉄からの購入で増備され、木造車の鋼体化も進み、廃止時までの主力となった。車体色は始め茶色だったが、その後茶とクリームの2色となり、最後は下段水色、上段クリームの塗り分けとなった。モニ500は一時期、茶色に黄色の帯が入った塗装であった。
モハニ1000型 1001号
1907年日本車両製。もとは南海電1型3号（のちデホ30号）。1948年、当時運輸省が行った国電モハ63型の私鉄割り当てに対する中小私鉄への供出車として南海から淡路交通に譲渡されたものである。1931 - 33年の間に南海から加太電気鉄道に売却され一時デホ30と名乗っていたが、戦時中、加太電気鉄道と南海の合併に伴い再び南海籍になり、その後淡路交通に譲渡されていた。正面3枚窓、ダブルルーフの木造車。最大寸法長さ15328×幅2640×高さ4007mm。定員100人（座席60人）。自重20.50t・電動機WH-101H50PS×2。ギア比1:493、制御機は東芝製直接式。台車は加藤ボールドウィン、パンタグラフは洲本寄りに設置。1953年制御車クハ101となる。
モハニ1000型 1002号
1909年東京天野工場製。元は南海電2型105号（のちクハ708号 さらにクハ1830号）、これも加太電気鉄道に移ってデホ31号となり、南海合併後は南海に戻り、1948年淡路交通に譲渡。正面5枚窓、ダブルルーフのタマゴ型木造車で、関西私鉄を中心に多く見られる形式であった。最大寸法長さ15990×幅2640×高さ3950mm。定員90人（座席60人）。自重23.0t。電動機WH-101H50PS×4、ギア比18:66、制御器ゼネラル・エレクトリック社K-38直接式、台車はブリル27GE1。福良寄りに手荷物室設置。パンタグラフは福良寄り。1954年、車体を鋼体化。電動機をTDK30型72PS×4とし、ギア比3：67、台車加藤製ボールドウイン、制御器RPC-101型総括式、最大寸法長さ15990×幅2520×高さ4120mm。定員100人（座席64人）自重26.0tとなる。さらに1958年ドアエンジン設置。1960年貫通化。1961年には電動機をMT4型85kW×4、台車はTR14となり、クハ112と組んで運行されていた。
モハニ1000型 1003号
製造、仕様は1002型と同じ、元南海電2型107号（のちクハ710号、さらにクハ1831号）、加太電気鉄道デホ32号。1948年1002号と共に譲渡。1956年、制御器をMK総括式に変更、AMJ自動ブレーキに取り換えるなどの小改造を行っている。1959年、台枠・屋根を解体、側溝・外板を鋼材にかえて半鋼製車に改造し、自重24.5t、定員90名（座席50名）となるが、正面5枚窓、ダブルルーフの丸みを帯びた古風な外観はそのままであった。1962年、電動機WH-558-J6型75kW×4、ギア比20:69、台車ブリル27MCB2に改造、自重28.50t、最大高4028mmとなり、末期は2009号と組んで運行されていた。
モハニ1000型 1004号
1921年川崎造船製。元南海電5型117号（のち105号、モハ525号、モユニ525号、モハ502号）。1948年淡路交通に譲渡。1002・1003号同様の正面5枚窓、ダブルルーフのタマゴ型4扉の木造車。最大寸法長さ15990×幅2640×高さ3950mm。定員90人、自重29.20t、制御器PC-5型、電動機WH-101H50ps×4。ギア比18:66。台車ブリル77E2。洲本寄りの扉に荷物室設置。客室との間は手摺りで仕切られていた。パンタグラフは福良寄り。1950年に台車をTR14に取り換え自重は32・2t、最大高6960mmとなる。さらに電動機を75ps×4とする。1961年廃車。
モハニ1000型 1005号（のちモハ1005号）
製造年および仕様は1004号と同じ。元南海電5型118号（のちモハ106号、モハ526号、モユニ526号、モハ501号）。モハ1004号と共にセットで譲渡。ほどなく3扉となる。1961年に鋼体化され、1010,1011と似たようなスタイルの正面貫通式3枚窓、二段上昇窓となる。改造で荷物室は廃止されモハ1005号と改称、最大寸法長さ15990×幅2520×高さ4200mm、自重32.0t、定員90名（座席52名）、電動機はTDK30型53kW×2、ギア比19:65。台車は鋼体化前一時DT10、後にTR14となる。車内は片側のクロスシートとなったため、シートピッチの都合上、1010,1011とは異なり側面の窓は5枚となった。後年制御器をPC-12Aに交換。
モハニ2000型 2006号
旧ガソリンカーキハニ1号。1947年電車化。電動機TDK85PS×2。制御器東洋電機製DBI-K4型直接式。モーターは床下のシャフトを用いて動かしていた。集電装置はビューゲルだったが1948年の竣工に際しては、パンタグラフに改められた。1955年、台車をブリル27GEIに、電動機WH-10150ps×4（旧1002号のものを再利用）、制御器をPC-12A型総括式、制動器をAMJ自動ブレーキとし、片運転台化。1957年、洲本側を貫通化、制御器をMK総括式。1958年にはドアエンジンとした。総括式後はクハ111と組んで使用された。
モハニ2000型 2007号（のちモハ2007号）
旧ガソリンカーキハニ6号。1948年電車化。電動機は2006号と同じTDK85PS×2。制御器は東洋電機製DBI-K4型。モーターは床下のシャフトを使用。1955年竣工時にはさらに、近鉄式軌条塗油装置が取り付けられていた。1956年には制御器をPC12型カム軸式、AMJ直通ブレーキとし、直角カルダン式の駆動装置が取り付けられた。このとき最大高4150mm、自重21.1tとなる。1958年、手荷物室を廃止して形式をモハに変更。乗務員扉を従来の運転台側のみから反対側にも設置され、ドアエンジン装備も行われた。1962年貫通化工事完成。のち電動機もTDK-516A×2であった。
モハニ2000型 2008号（のちモハ2008号）
旧ガソリンカーキハ二5号。1950年電車化。制御器KR-8、電動機50PS×4、台車ブリル772E（旧1004号）、自重21.0t。1954年、運輸省の補助金を受けて駆動方式を垂直カルダンに改造したが、これは中小私鉄が当時最新式の駆動形式をとるという大英断であった。同時に台車はDT10に、電動機は神戸製鋼製TBQ-25,75PS×4に、制御器をRPC101型にそれぞれ改造し、自重26.2t、最大高4400mmとなる。1955年には台車を改造。台車枠と釣合梁を振動防止のためのゴムで挟むイコライザ止めで結び、軸受けをコロ軸にするなどの改良を行い、自重23.8t、最大高4320mmとなる。1958年、荷物室を撤去し、形式をモハに変更。乗務員扉を従来の運転台側のみから反対側にも設置して、貫通化、ドアエンジン装備を行い、自重24.0t、定員100人（座席42人）、最大高4270mmとなる。なお、廃線後も水間鉄道への譲渡待ちの1010,1011と共にしばらく宇山車庫跡で留置されていたが、後に解体されている。
モハ2000型 2009号
旧ガソリンカーキハニ3号。旧ガソリンカーの中では一番遅く1956年電車化。モハニ1001号の電動機WH-101H 50ps×2を流用。制御器はPC総括式。電車化に際して手荷物室も撤去。最大寸法も長さ13120×幅2640×高さ4050mm、自重17.5t、定員90人（座席40人）となる。1958年ドアエンジン装備。晩年はモーターを撤去。パンタグラフを上げないで1003号と組んでいた。電車化以降に列車脱線事故を起こしている。
モハ1000型 1010号
1011号とともに1956年、南海から譲渡。旧南海電8型132号で1924年梅鉢鉄工製。正面5枚窓ダブルルーフの木造車であった。120号、158号、705号と改番を重ね、淡路入線時は1025号であった。定員90名（座席56名）、自重31.50t、制御器日立PR-200=N5型総括式、台車はブリル27MCB2、電動機はGE-218B,52kW×4、ギア比22:65。1957年早くも昭和車両において半鋼体化。最大寸法長さ15900×幅2542×高さ4300mm、定員90人（座席52人）、自重33.0t、正面3枚窓貫通化というまとまった外見になる。1956年電磁直通ブレーキを装備、自重が33.2tとなる。廃線後、1011号とともに水間鉄道に譲渡。モハ362号となったが、南海電鉄より1201形の譲渡（水間鉄道ではモハ501形ほか）による車両置き換えに伴い、1971年ごろ廃車となった。
他の木造車も同じような鋼体車両に改造する予定もあったというが、結局このスタイルは1005に踏襲されたのみだった。
モハ1000型 1011号
1956年南海電気鉄道から譲渡。旧南海電5型120号で1921年川崎造船製。前述の1004・1005と同形式。108号、528号、718号、703号、1027号を経て淡路に入線。1957年、1010号とともに半鋼体化。以降は1010号や1005号と組んでいた。廃線後、1010号とともに唯一解体を免れ水間鉄道に譲渡。モハ363号となる。始め、淡路交通の塗装色であったが、1010号ともども茶色に改装。これまた1971年ごろまで使用されていた。
モハ600型 609号
電化時に南海電鉄から貰い受けた木造車であったモハ1004、クハ101の編成を淘汰するために、1961年に阪神電鉄から1924年藤永田造船所製609号、610号2両をもらい受け、台車や部品を自社工場で調達して走らせた。最大寸法長さ14270×幅2600×高さ3944。なお、両車とも、淡路交通の在来車より車幅が狭いため、ホームとの隙間を減らすためにステップを設置していた。609号は旧1002号の台車加藤製ボールドウィン、610号はクハ101のブリル27GE1を流用、電動機はTDK30型53kW×2を、制御器はゼネラル・エレクトリック社PC-5型をそれぞれ2両とも使用したが、制動器は阪神時代のままAMAだったので、他車とは連結できなかった。正面5枚窓貫通式の独特の前面を持ち阪神時代の面影を強く残していた。なお、初めはモハ1012・クハ103号にする予定で（のち両車とも電動車化して1013号に変更）あったが、既に4か所も釘抜き番号が装備されていたことから、あえて改番にも及ばないとして変更しなかった。
モハ600型 610号
609号に同じ。
クハ100型 101号
元はモハニ1001号、1953年クハとなる。最大寸法長さ15328×幅2640×高さ3550mm。自重19t、定員100人（座席65人）。1961年廃車。
クハ110型 111号
元キハニ2号、1952年クハとなる。福良側運転台撤去により定員が90人（座席36人）に増加、自重13.0tとなる。さらに1957年、手荷物室撤去、福良側の貫通幌設置、運転室の拡大、乗務員扉増設などの改良を行い、2006号と組んでいた。
クハ110型 112号
元キハニ4号、1952年にキハニ2号と共にクハ化され、福良側運転台撤去、定員100人（座席43人）、自重14.5tとなる。1959年運転室拡大、両側の貫通化。乗務員扉設置による改造で定員100人（座席40人）となった。1002号と組んでいた。
モニ500号
旧国鉄モヤ4003号。1919年日本車両製木造の無蓋電動貨車（1920年製の説もあり）。貨車牽引のため残されていた蒸気機関車の代替として、1950年払い下げを受ける。600V用に改造、また連結器を連環式に改造し路線廃止まで使用していた。最大寸法長さ15900×幅2744×高さ4200mm。自重10t。1952年鋼体化され、最大寸法15900×2700×4200mm、自重30tとなる。主として保線作業や貨車牽引、廃線時には資材撤去作業に従事した。

## 駅一覧
- 所在地は路線廃止時点のもの。
- *背景が灰色（■）の駅（山添駅）は廃線前に廃止されている。
- 普通列車は全駅に停車。
- 準急 … ●：停車 ｜：通過 -：運行時に存在せず
- 線路 … ∨・◇・∧：列車交換可 ｜：列車交換不可

| 駅名         | 営業キロ  | 営業キロ | 準急 | 備考             | 線路 | 所在地 | 所在地 |
| 駅名         | 駅間      | 累計     | 準急 | 備考             | 線路 | 所在地 | 所在地 |
| ------------ | --------- | -------- | ---- | ---------------- | ---- | ------ | ------ |
| 洲本駅       | -         | 0.0      | ●    |                  | ∨    | 洲本市 | 洲本市 |
| 寺町駅       | 0.8       | 0.8      | ｜   |                  | ｜   | 洲本市 | 洲本市 |
| 宇山駅       | 0.4       | 1.2      | ●    |                  | ◇    | 洲本市 | 洲本市 |
| 下加茂駅     | 0.9       | 2.1      | ●    |                  | ｜   | 洲本市 | 洲本市 |
| 先山駅       | 1.3       | 3.4      | ｜   |                  | ｜   | 洲本市 | 洲本市 |
| 淡路二本松駅 | 1.4       | 4.8      | ｜   |                  | ◇    | 洲本市 | 洲本市 |
| 納駅         | 0.9       | 5.7      | ｜   |                  | ｜   | 洲本市 | 洲本市 |
| 山添駅*      | (0.6)     | (6.3)    | -    | 1938年4月8日廃止 | ｜   | 三原郡 | 緑町   |
| 淡路広田駅   | 1.4 (0.8) | 7.1      | ●    |                  | ◇    | 三原郡 | 緑町   |
| 淡路長田駅   | 3.3       | 10.4     | ｜   |                  | ◇    | 三原郡 | 緑町   |
| 掃守駅       | 2.6       | 13.0     | ●    |                  | ◇    | 三原郡 | 三原町 |
| 自凝島駅     | 1.3       | 14.3     | ｜   |                  | ｜   | 三原郡 | 三原町 |
| 一本松駅     | 1.5       | 15.8     | ●    |                  | ◇    | 三原郡 | 三原町 |
| 市村駅       | 1.3       | 17.1     | ●    |                  | ◇    | 三原郡 | 三原町 |
| 神代駅       | 1.6       | 18.7     | ｜   |                  | ｜   | 三原郡 | 三原町 |
| 賀集駅       | 1.1       | 19.8     | ●    |                  | ◇    | 三原郡 | 南淡町 |
| 御陵東駅     | 0.7       | 20.5     | ｜   |                  | ｜   | 三原郡 | 南淡町 |
| 八幡駅*      | (0.6)     | (21.1)   | -    | 1933年2月9日廃止 | ｜   | 三原郡 | 南淡町 |
| 福良駅       | 2.9 (2.3) | 23.4     | ●    |                  | ∧    | 三原郡 | 南淡町 |

- 下加茂駅・先山駅・納駅・淡路長田駅・自凝島駅・神代駅・御陵東駅は近隣の商店に駅業務を委託していた。

## 輸送実績
| 年度                  | 1926  | 1950  | 1955  | 1960  | 1965  |
| 旅客輸送密度（人/日） | 1,498 | 2,178 | 2,562 | 3,370 | 4,960 |

- 地方鉄道軌道統計年報、私鉄統計年報各年度版

## その他
- 他と全くつながりを持たない鉄道であったためか、戦後も連環式連結器を保有していた。このため、名古屋鉄道（名鉄）が12号機関車や蒸気動車キハ6401を保存する際に、当路線で保管されていた連結器を譲り受け復元にこぎ着けたという逸話がある[47]。
- 2014年に死去した鉄道愛好家・原信太郎の自宅に残された映像記録をデジタル復元する中で、1965年2月に撮影された鉄道線の16mmフィルムが発見され、2015年3月に横浜市の原鉄道模型博物館で特別に上映された[3]。映像の一部はこれを報じた神戸新聞社により、YouTube上にニュース映像として公開されている。
- 淡路島を舞台とした和田浩治主演の映画『くたばれ愚連隊』（日活、1960年）内には、鉄道線の走行シーンがカラーで収録されている。これは、日活の映画撮影に淡路交通が協力したためで、他にも創業者・賀集新九郎の屋敷がロケーション撮影に使われている。

## 廃線後の状況
- 線路跡のうち河川や用水路を跨ぐ部分には、石造りの橋脚跡が複数見られる。一部は上に木の板や、コンクリートを載せられ現在も歩行者のみの橋として利用されている[48]。
- 1992年には先山駅で下内膳遺跡の発掘調査が行われた[49]。

### 注記
1. ↑  標高は施工基準面。
2. ↑  国土交通省の分類に基づく。
3. ↑  鉄道路線の一部が島を通っている例は弁天島、賢島、瀬戸大橋の通る各島（櫃石島・岩黒島・羽佐島・与島・三つ子島）、一部の人工島など数多く存在する。また、鉄道法規によらない産業用の軌道（21世紀にも現存する屋久島の安房森林軌道や、1983年まで運行された南大東島の大東糖業南大東事業所の砂糖運搬専用軌道など）は離島にも存在する。
4. ↑  上位10位は神中鉄道・筑前参宮鉄道・中国鉄道・住友鉱業・江若鉄道・下津井鉄道・沖縄県営鉄道・島原鉄道・五日市鉄道・竜崎鉄道。
5. ↑  官報では福良町について「同縣同郡福良町」（=兵庫県津名郡福良町）と記載されているが、当時の福良町は津名郡ではなく三原郡である。なお、『鉄道省文書』収録の官報掲載案では当該箇所を含め福良町を津名郡とする記述が訂正されている[17]。
6. ↑  江本 (1960)では1914年6月。
7. ↑  江本 (1960)では1922年11月21日。
8. ↑  寺田 & 2022上では6月15日。
9. ↑  木炭自動車が多用されたのと同様の理由による。最初に改造されたのはキハニ5号であるが、特に勾配区間での出力低下が著しく、23.4km全線をガソリン燃料車なら40分30秒で走れるところ、木炭車は46分30秒を要したという[45]。